# Шур (річка)
Шур (англ. Suir, ірл. An tSiúr) — річка в Ірландії. Загальна довжина — 184 км.
Річка бере свій початок на схилах гори Девілс Біт в графстві Північний Тіпперері і тече в південному напрямку до кордону з Уотерфордом, після чого русло повертає на схід і, з'єднуючись з річками Барроу та Нор, впадає в Кельтське море. Ці річки називаються «Трьома сестрами», разом вони утворюють широкий естуарій. Шторми та тривалі дощі часто є причинами повеней.
На березі річки, вище за течією від міста Уотерфорд археологи виявили велике поселення вікінгів.